# 玛丽·安妮·陶斯基
玛丽·安妮·陶斯基（英語：Mary Anne Tauskey，1955年12月3日—），美国女子马术运动员。她曾代表美国参加1976年夏季奥林匹克运动会马术比赛，获得团体三项赛金牌和个人三项赛第二十一名。